# Palazzo Zevallos

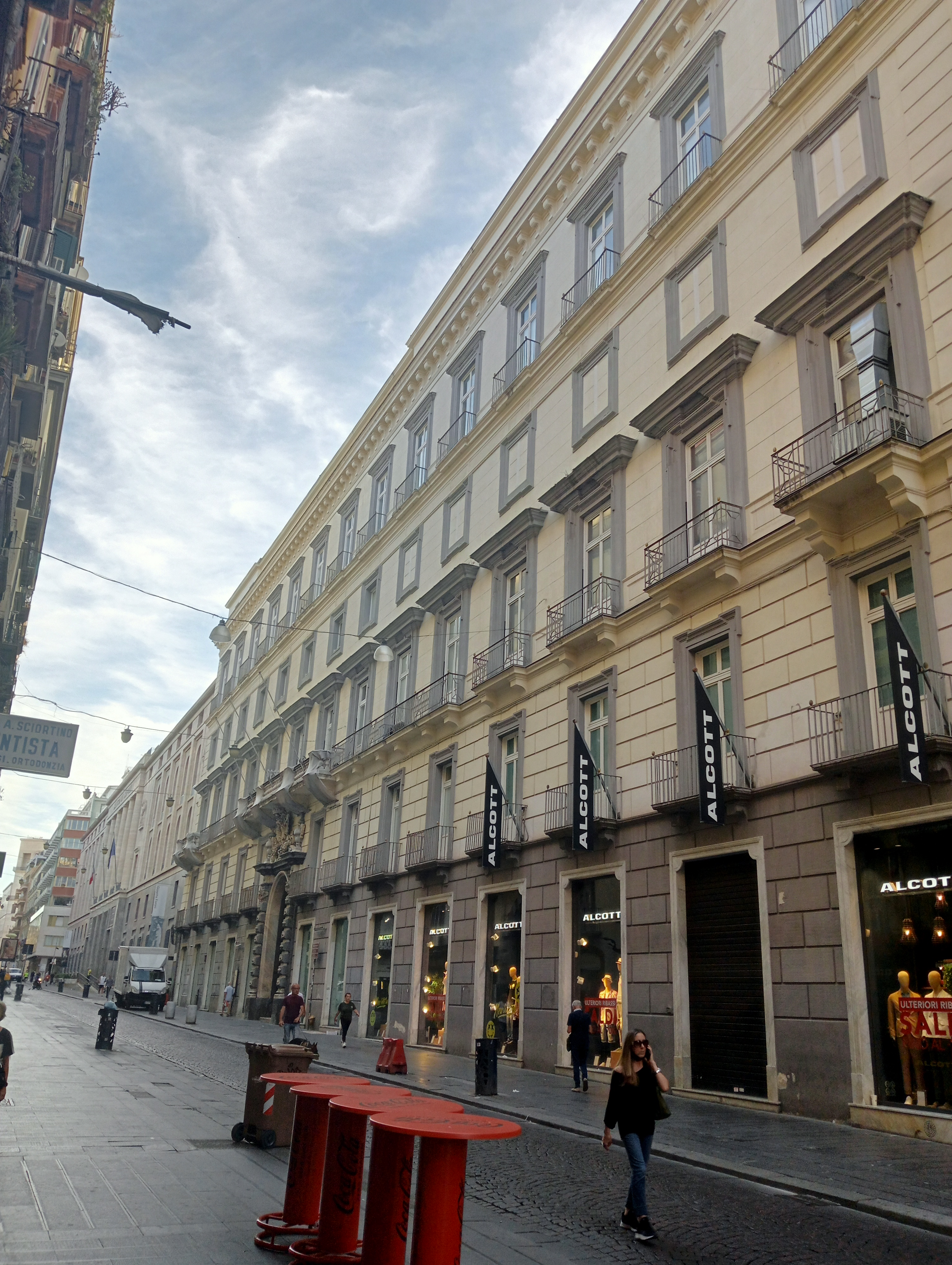
Palazzo Zevallos in Neapel: Fassade zur Via Toledo

Der Palazzo Zevallos (auch Palazzo Zevallos Stigliano oder Palazzo Colonna di Stigliano) ist ein Palast aus dem 17. Jahrhundert im Viertel San Giuseppe von Neapel in der italienischen Region Kampanien. Er liegt in der Via Toledo, 185.
Der Palast war von 2007 bis zum 3. April 2022 Sitz der Gallerie d’Italia-Napoli, einem Teil der Gallerie d’Italia in Besitz der Bankengruppe Intesa Sanpaolo. Seit 21. Mai 2022 sind sie an ihrem neuen Sitz in der Via Toledo, 177, in der Nähe des Palazzo della Banco di Napoli, zu finden.

## Geschichte
Der Palast wurde in den Jahren 1637 bis 1639 unter der Leitung von Cosimo Fanzago im Auftrag von Juan de Ceballos y Nicastro, in Italien auch als Giovanni Zevallos bekannt, errichtet. Da es ihm nicht gelungen war, einen Palast in den nahegelegenen, aber überfüllten Quartieri Spagnoli bauen zu lassen, wich er auf die Via Toledo aus. Juan de Ceballos y Nicastro war ein bedeutender neapolitanischer Kaufmann und Bankier aus Kantabrien (sein Vater stammte aus Vejorís, einem Ortsteil in der heutigen Gemeinde Santiurde de Toranzo, war aber schon in jungen Jahren nach Neapel gezogen und hatte die Italienerin Angela Nicastro geheiratet), der später durch den Kauf verschiedener, profitabler Handelspositionen in die Verwaltung des neapolitanischen Vizekönigtums eingetreten war und 1639 zusätzlich die Stadt Ostuni mit ihrem herzoglichen Titel erhielt.

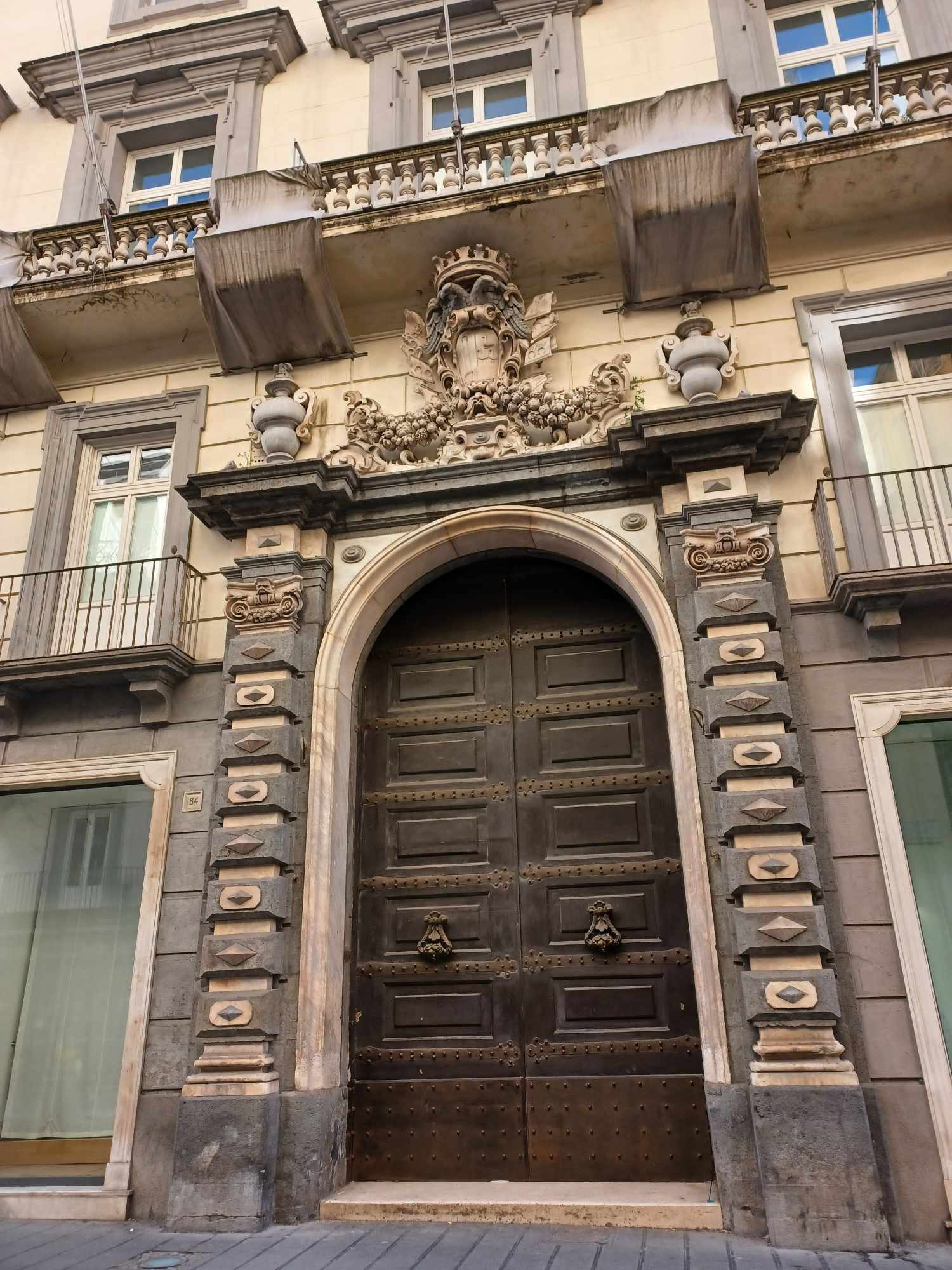
Das Eingangsportal, ein Werk Fanzagos

Juan del Ceballos y Nicastro kam 1639, nach dem Ende der Arbeiten, in den Besitz des Gebäudes. Der Palast wurde jedoch im Laufe der Aufstände von 1647 stark beschädigt. Wegen der nachfolgenden finanziellen Schwierigkeiten der Familie Ceballos y Nicastro wurde der Palast endgültig 1653 an Jan van den Eynde, einen Kaufmann und Sammler flämischer Kunst, Vater des Aristokraten und Kaufmanns Ferdinand van den Eynde, 1. Marfgraf von Castelnuovo, abgegeben. Im Besitz der Familie Van den Eynde und auch mit Hilfe des Landsmanns und Freundes Gaspar Roomer, ebenfalls eines bedeutenden flämischen Kaufmanns, Mäzens und Kunstsammlers im Neapel des 17. Jahrhunderts, wurde der Palast mit einer bedeutenden und weitläufigen Kunstsammlung bereichert, die heute zerstückelt und über die Museen und Privatsammlungen der Welt verstreut ist. Sie enthielt Werke von Leonaert Bramer, Giacinto Brandi, Johann Bockhorst, Gerard van der Bos, Jan Brueghel dem Älteren, Paul Bril, Viviano Codazzi, Jacques Duyvelant, Aniello Falcone, Guercino, David de Haen, Pieter van Laer, Jan Miel, Cornelis van Poelenburch, Cornelis Schut, Gottfried Wals, Bartolomeo Bassante, Mattia Preti, Peter Paul Rubens (von dem das bekannte Bankett des Herodes stammt, das heute in der Scottish National Gallery in Edinburgh ausgestellt ist), Carlo Saraceni, Massimo Stanzione, Antoon von Dyck, Simon Vouet, Pieter de Witte und Anderen.

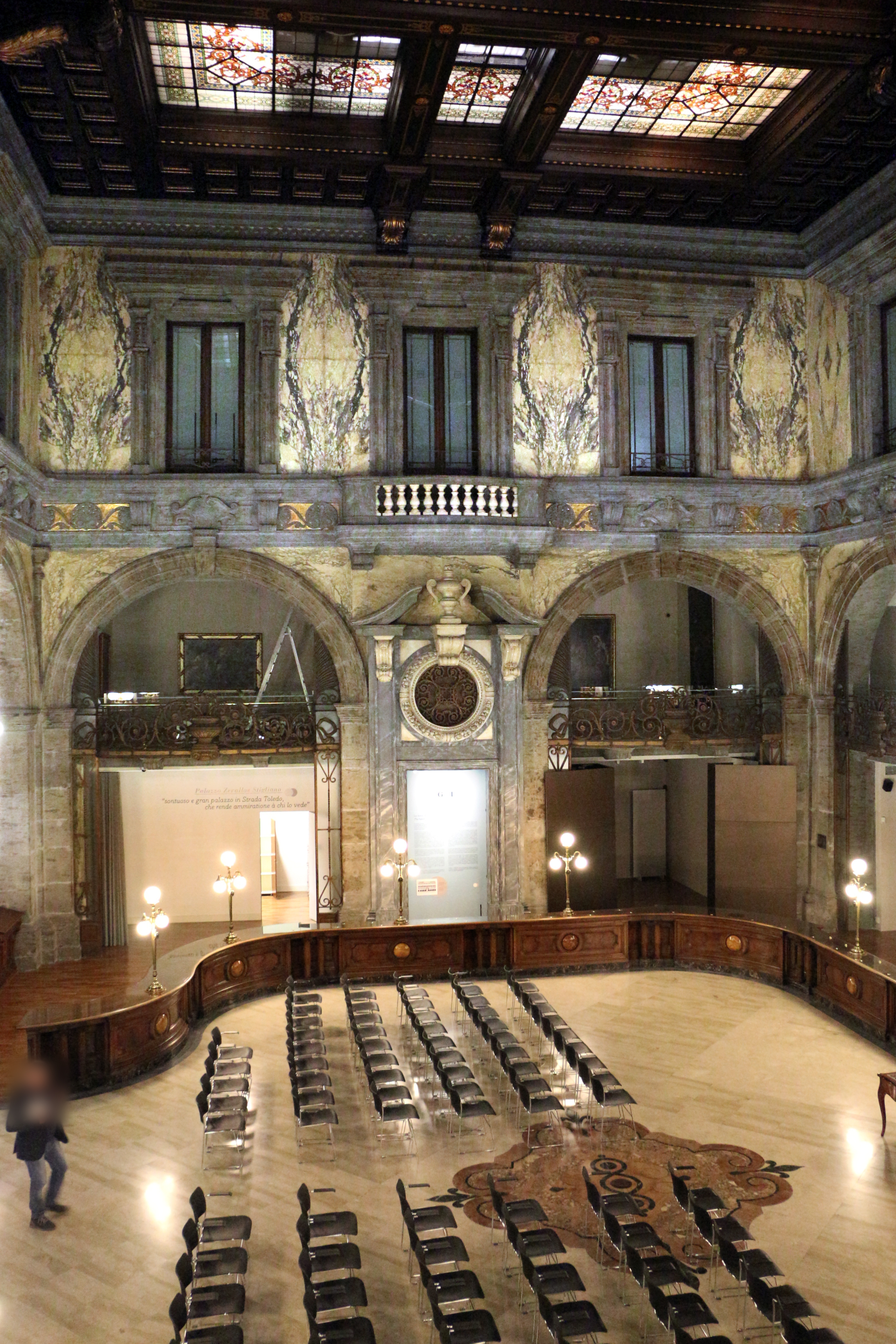
Blick in den großen Mittelsaal

Aus der Verbindung von Ferdinando van den Eynde, 1. Markgraf von Castelnuovo, und Olinda Piccolomini gingen drei Töchter hervor, von denen zwei sich mit Söhnen bedeutender, neapolitanischer Adelshäuser vermählten: Giovanna heiratete den Herzog von Sonnino, Don Guilano Colonna di Stigliano und Elisabetta ehelichte Don Carlo Carafa, Markgraf von Anzi. Als Folge der erstgenannten Heirat fiel der Palast an die Familie Colonna di Stigliano. Das gesamte 17. Jahrhundert hindurch wurde der Palast in umfangreicher Weise restauriert und umgebaut, die Innenräume genauso wie die Hauptfassade. Gegenüber dem ersten Palast der Zevallos sticht das verschwenderische Eingangsportal hervor, das von Cosimo Fanzago geschaffen wurde. Ein weiterer bedeutender Auftrag in dieser Zeit erging an Luca Giordano, der direkt von Colonna kontaktiert wurde und im Palast einen Freskenzyklus zur Verschönerung der Innenräume ausführte. Später führten dort ebenfalls Paolo De Matteis und Giacomo del Pò weitere Fresken aus.
Im Laufe der ersten Hälfte des 19. Jahrhunderts wurde der Palast aufgrund einiger interner Meinungsverschiedenheiten in der Familie Colonna di Stigliano aufgeteilt und an mehrere Parteien vermietet, die keinerlei Beziehung zur ursprünglichen Eigentümerfamilie hatten. Die Verzierungen von Giordano gingen bei dieser Gelegenheit verloren und mit ihnen auch das gesamte Prestige des Gebäudes an der Via Toledo, an der in der Zwischenzeit die Zahl der Adelspaläste stark angestiegen war, die die nun bedeutendste Straße der Stadt schmückten. Zahlreich waren die Käufer, die sich in den Palast einkauften. An den Bankier Carlo Forquet ging ein Teil des ersten Obergeschosses, an den Kavalier Ottavio Piccolellis zwei Wohnungen im Zwischengeschoss. Die verbleibenden Teile des Palastes wurden erst einige Jahre später zum Verkauf angeboten. Der Palast wurde in dieser Zeit dank der klassizistischen Umbauten von Guglielmo Turi erneut wesentlich verändert. Das bedeutendste Stück des Palastes, das heute öffentlich sichtbar ist, wurde von den Forquets erworben, die sich für ihre neue Wohnung einen bedeutenden Zyklus von Dekorationen und Stuck zur Verschönerung der Haupttreppe und der Räume im ersten Obergeschoss wünschten. Bei dieser Gelegenheit wurden Gennaro Maldarelli und Giuseppe Cammarano mit den Ausführungen beauftragt, die beide in diesen Jahren mit der Verschönerung von Adelspalästen in Neapel beschäftigt waren, so in der Villa Pignatelli und am Palazzo Reale.
Ende des 19. Jahrhunderts kaufte den Gebäudeteil der Forquets die Banca Commerciale Italiana. Die anderen Teile wurden erst nach 1920 aufgekauft, womit der Palast nach einhundert Jahren wieder unter einen einzigen Besitzer fiel. Der Architekt Luigi Platania wurde beauftragt, das Gebäude an die neue Nutzung anzupassen. Mit der Schaffung des großen Mittelsaales im Erdgeschoss wurde der Innenhof geschlossen.
Im ersten Obergeschoss des Palastes war von 2007 bis 2022 eine der drei Kunstgalerien untergebracht, die der Bankengruppe Intesa Sanpaolo unter dem Namen „Gallerie d’Italia“ gehört und aus 120 Gemälden und Skulpturen besteht.

## Beschreibung

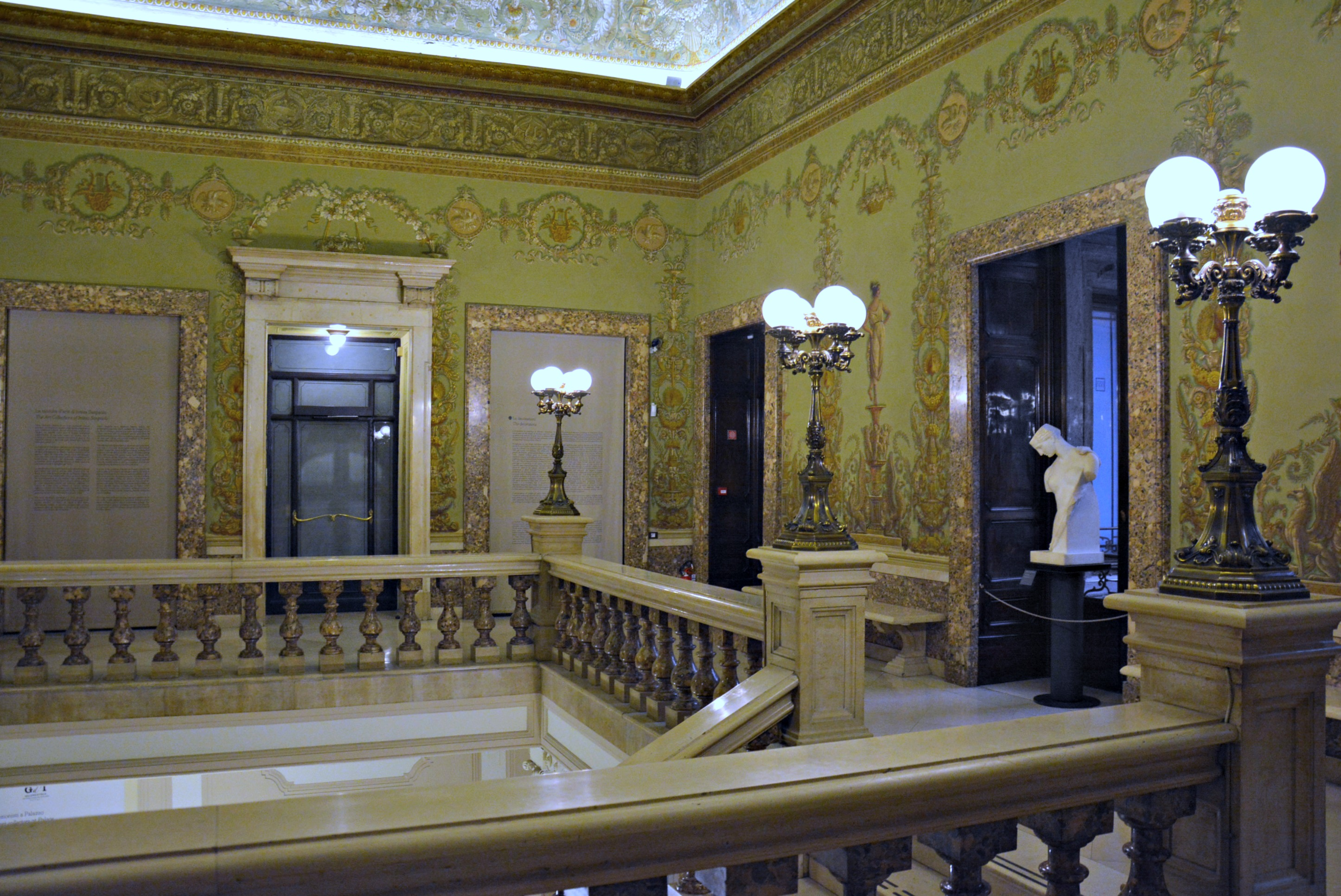
Blick auf das erste Obergeschoss am Ende der Haupttreppe

Das Eingangsportal von Cosimo Fanzago ist majestätisch, typisch für die neapolitanische Architektur. Unmittelbar hinter dem Portal befindet sich auf der rechten Seite ein weiteres, großes Familienwappen der Colonna mit einer kurzen ihnen gewidmeteten Marmorinschrift. Das Wappenschild entspricht dem über dem Eingangsportal, sodass man annehmen kann, dass diese beiden Wappenschilder nachträglich eingefügt wurden.
Gleich nach dem Eingang befindet sich der große, zentrale im eklektischem Stil gehaltene Saal von Luigi Platania. An seiner Stelle lag vormals ein  Innenhof aus Piperno, der Teil des ursprünglichen Projektes von Fanzago war. Der Saal besitzt ein Oberlicht aus dekorierten Glas und an seinen Wänden befinden sich einige Wandgemälde von Ezechiele Guardascione. Eine monumentale Ehrentreppe führt auf der rechten Seite zum Obergeschoss. Sie ist mit großen Lampen und vergoldetem Stuck im Stile des 19. Jahrhunderts dekoriert. Das Gewölbe ist mit dem Deckengemälde Apoteosi di Saffo (dt.: Apotheose der Sappho) von Giuseppe Cammarano von 1832 geschmückt. Die in moosgrün und im klassizistischen Stil gehaltenen Wände wurden dagegen von Gennaro Maldarelli dekoriert.
Wenn man das obere Ende der Monumentaltreppe erreicht hat, öffnet sich die Flucht der Räume im Piano nobile. Darunter befindet sich der der Amoretten, dessen Gewölbe im Stil des ausgehenden 19. Jahrhunderts verziert ist. Der Stucksaal hat an den Wänden Dekorationen mit klassizistischen Elementen. Im Saal der Vögel ist das Gewölbe mit tierischen und floralen Motiven des 19. Jahrhunderts dekoriert, wovon er seinen Namen hat. Der nachfolgende pompeianische Saal hat seinen Namen von den klassischen Motiven der Temperadekorationen an der Gewölbedecke. Und schließlich ist da der Saal der Treue, so genannt wegen der Darstellung dieser Tugend an der Gewölbedecke, die in den Zierelementen auch Arbeiten von Cammarano und Maldarelli zeigt.